# Mário Varges Gomes
Mário Manuel Varges Gomes (Figueira de Castelo Rodrigo, 2 de Novembro de 1950 - Portimão, 31 de Outubro de 2018), foi um magistrado português. 

## Biografia

### Nascimento
Nasceu na comarca de Figueira de Castelo Rodrigo, em 2 de Novembro de 1950.

### Carreira profissional
Iniciou a sua carreira no Ministério Público, tendo transitado para a magistratura judicial em 1980, e em 1996 passou para a terceira secção criminal do Tribunal de Relação de Lisboa. Exerceu igualmente como sub-delegado e delegado do Procurador da República, entre 1973 e 1980, e como juiz no Tribunal de Paços de Ferreira. Entre 1991 e 1992 fez parte do Conselho Superior da Magistratura, e tornou-se presidente da Comissão Nacional para a Regulação Extraordinária pela Lei 17/96, de 24 de Maio. Também foi juiz presidente do Tribunal de Portimão, onde esteve presente em vários casos de grande importância, incluindo os julgamentos de membros do grupo terrorista Forças Populares 25 de Abril.
Foi eleito pelo Conselho Superior da Magistratura como vogal da Comissão Nacional de Proteção de Dados. Entre 1998 e Setembro de 2003, foi o representante do governo português como parte da Instância Comum de Controlo, uma organização independente relacionada com a protecção dos dados policiais no âmbito da Europol. Igualmente na Europol, foi eleito por unanimidade como presidente do Comité de Recursos. Serviu também no Grupo de Trabalho de Polícia, como especialista no tema da protecção dos dados durante o tratamento da informação policial, principalmente no âmbito da Europol e do Acordo de Schengen. Foi um dos responsáveis pela criação, em 2001, da Fundação para a Prevenção e Segurança, pelo Ministério da Administração Interna, processo que levou à demissão de Armando Vara, então secretário de estado. Em 2002, o então Ministro da Justiça nomeou-o para fazer parte da Autoridade Comum Eurojust.
Como juiz-desembargador, participou em vários casos polémicos, tendo a sua participação gerado uma grande celeuma, por exemplo durante o Processo Casa Pia, quando analisou o recurso para não levar Paulo Pedroso a julgamento, levando a um pedido de escusa, que foi autorizado pelo Supremo Tribunal de Justiça. O motivo para a sua remoção do Processo Casa Pia foi devido à sua alegada ligação ao Partido Socialista. Posteriormente, também foi por sua decisão que foi terminado o segredo de justiça na chamada Operação Furacão.
Trabalhou igualmente como professor, tendo ensinado nos cursos de Direito e Solicitadoria, Família, Direito Penal e Processual Penal, Introdução à Informática Jurídica e Direito Constitucional.
Em 29 de Outubro de 2008, foi noticiado que Mário Varges Gomes tinha sido nomeado como Inspector-Geral da Administração Interna, encontrando-se nessa altura a trabalhar no Tribunal da Relação de Lisboa. Iria substituir naquela posição Clemente Lima, que tinha pedido a não renovação do seu mandato. Mário Varges Gomes deixou aquela posição em 2011. Aposentou-se posteriormente, devido a problemas de saúde.

### Falecimento e família
Faleceu na cidade de Portimão, em 31 de Outubro de 2018. O funeral foi organizado no dia seguinte, na Igreja do Colégio. Estava casado com Isilda Gomes.

## Obras publicadas
- O Código da Privacidade e da Protecção de Dados Pessoais (2006)